# Francine Claudel
Pour les articles homonymes, voir Claudel.
Francine Claudel, nom de scène de Francine Van Der Walle, est une actrice et chanteuse belge née le 15 février 1921 à Pont-à-Celles et morte le 15 décembre 1987.

## Biographie
Après sa participation à deux films, Francine Claudel a chanté dans l'orchestre de Jacques Hélian à partir de 1945. 
Elle a été l'épouse de l'acteur Robert Dalban.

## Filmographie
- 1940 : De Mayerling à Sarajevo de Max Ophüls
- 1942 : Fièvres de Jean Delannoy
- 1947 : Tierce à cœur de Jacques de Casembroot : Lorraine